# Sigulda

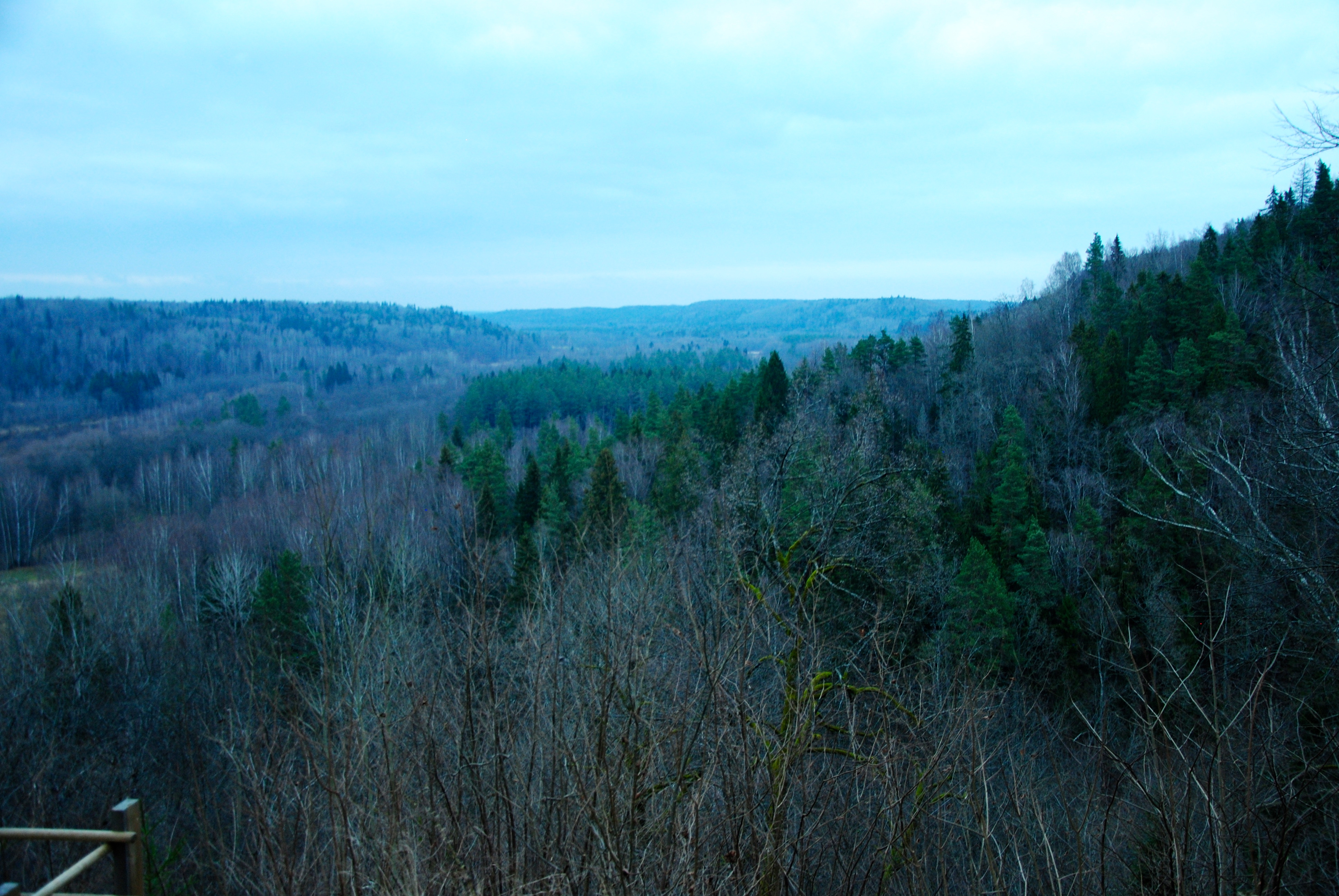
Parco nazionale di Sigulda

Sigulda è un comune della Lettonia appartenente alla regione storica della Livonia di 17 579 abitanti (dati 2009).

## Località
Il comune è stato istituito nel 2009 ed è formato dalle seguenti località:

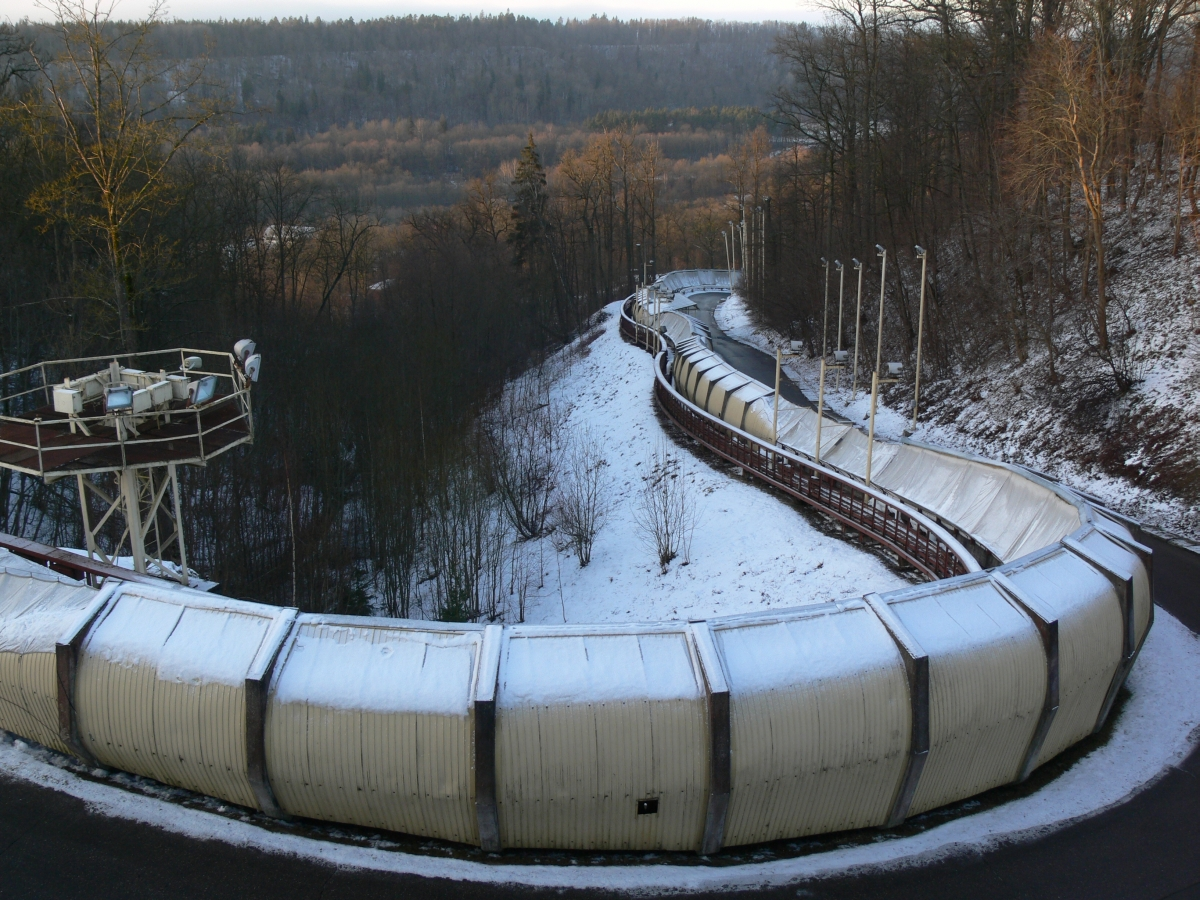
Tratto della pista di bob, slittino e skeleton di Sigulda

- Sigulda (città)
- Sigulda (comune rurale)
- More
- Allaži

## Sport
La città è sede della pista artificiale di bob, skeleton e slittino che ospita tappe dei circuiti mondiali degli sport della slitta.